# IBM Fellow

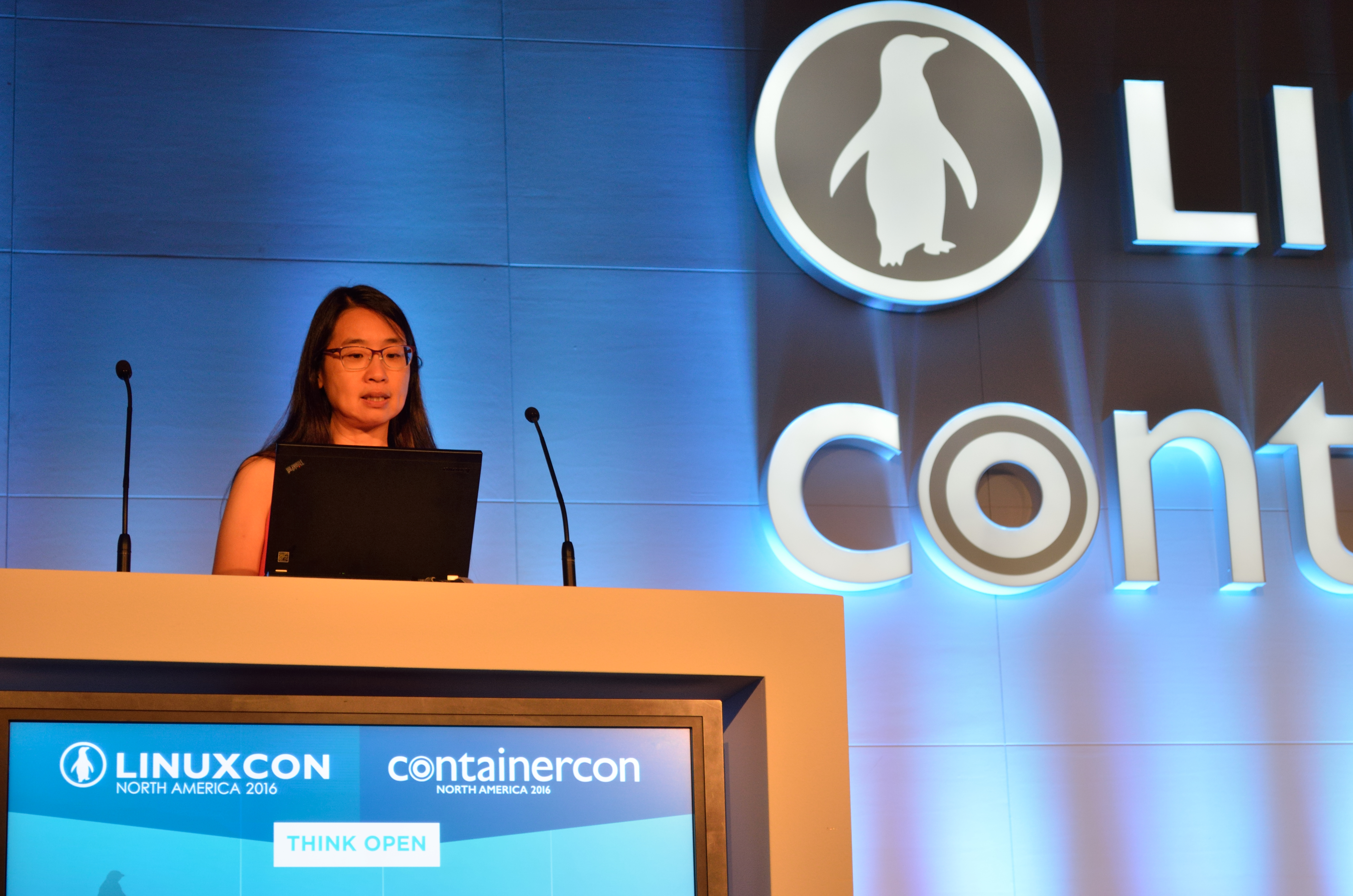
Donna Dillenberger, IBM Fellow 2015

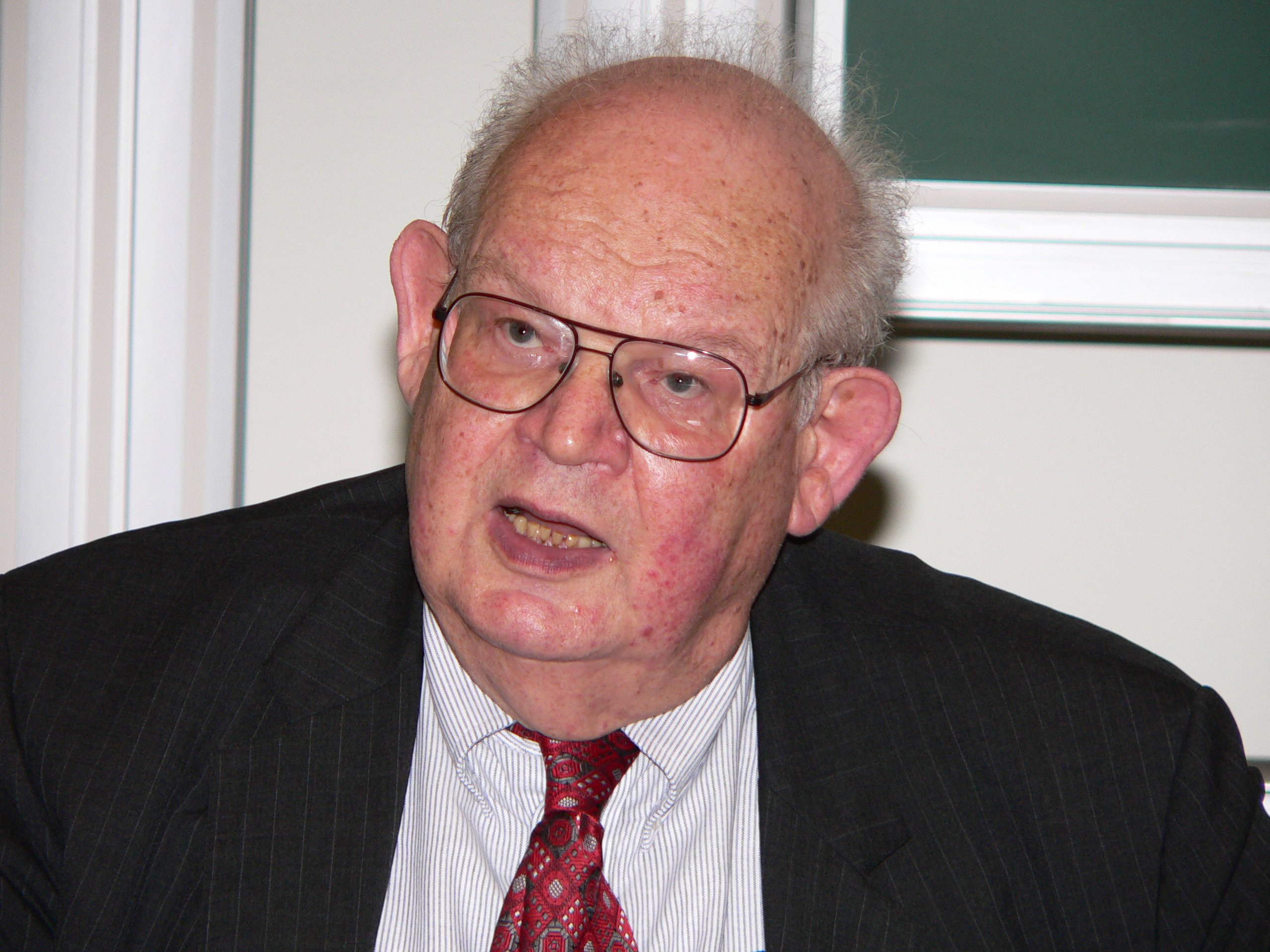
Benoit Mandelbrot, IBM Fellow 1974.

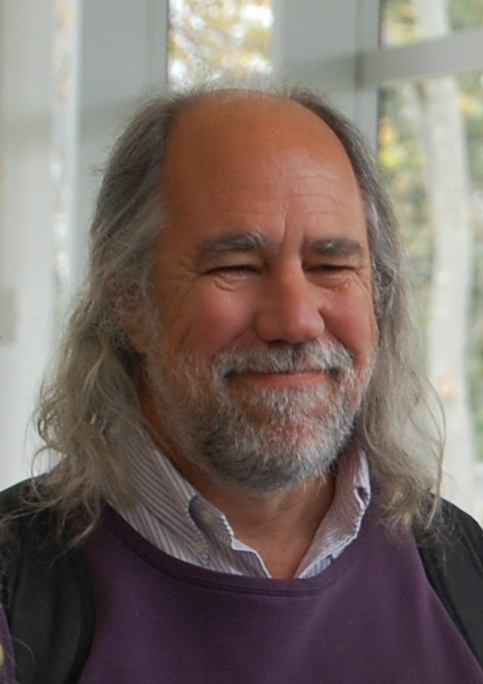
Grady Booch.

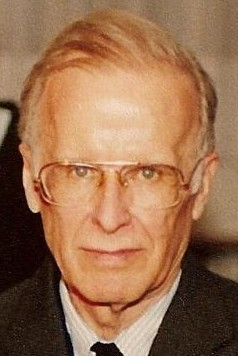
John Backus.

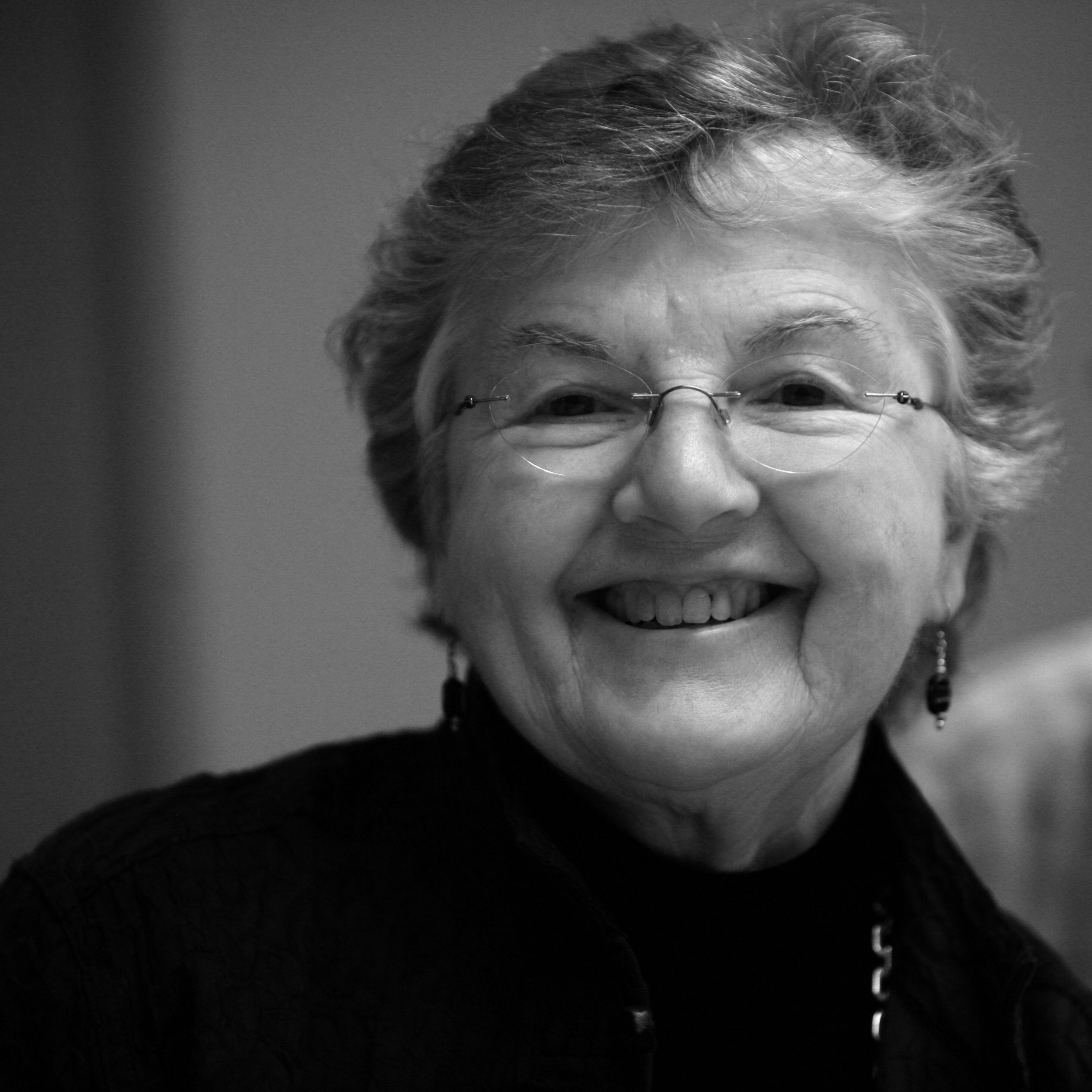
Frances Allen, IBM Fellow 1989.

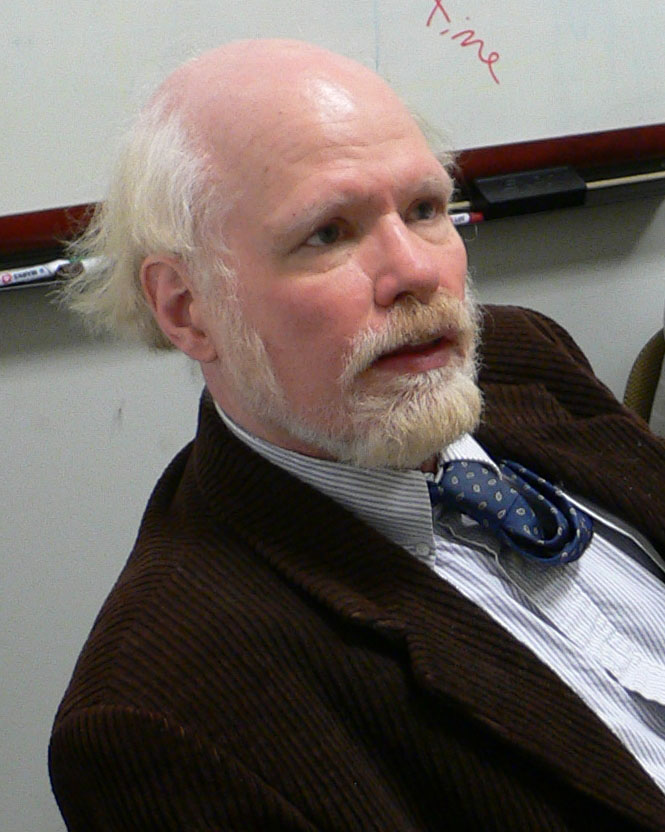
Monty Deneau, IBM FEllow 2013.

,IBM Fellow ou Fellow IBM est le plus haut niveau de carrière technique que l’on peut atteindre chez IBM. Les Fellows sont nommés par le directeur général d'IBM. C'est aussi la plus grande distinction honorifique qu'un scientifique, un ingénieur ou un programmeur d'IBM peut obtenir. Généralement, entre quatre et neuf (onze en 2014) IBM Fellows sont nommés chaque année, en mai ou en juin.

## Vue d'ensemble
Le programme des IBM Fellows a été fondé en 1962 par Thomas Watson Jr., afin de promouvoir la créativité parmi les professionnels « les plus exceptionnels » de l'entreprise. Les premières nominations ont été faites en 1963. Les critères de nomination sont rigoureux et ne prennent en compte que les réalisations techniques les plus significatives. En plus d'un historique de réalisations exceptionnelles, les candidats doivent également être considérés comme ayant le potentiel de continuer à faire des contributions. Francis E. Hamilton est considéré comme le premier IBM Fellow, nommé en 1963, entre autres pour son travail sur le développement de l'IBM 650,. En 1989, Frances Allen devient la première femme IBM Fellow.
Les Fellows IBM ont toute latitude pour définir et poursuivre des projets dans leur domaine d'expertise avec les soutien de l’entreprise. En 2016, seuls 278 employés d'IBM ont obtenu la distinction IBM Fellow, et 98 d'entre eux sont encore en activité. Les IBM Fellows ont produit 9 329 brevets, reçu cinq prix Nobel, des milliers de citations gouvernementales et professionnelles et ont fourni un très grand ensemble de publications dans des revues scientifiques.

## Fellows illustres
Parmi les IBM Fellows il y a les prix Nobel Gerd Binnig et Heinrich Rohrer (microscope à effet tunnel) et Johannes Georg Bednorz et Karl Alexander Müller (supraconducteur à haute température), tous du Laboratoire IBM de Zurich, ainsi que Leo Esaki (diode à effet tunnel). 
Autres Fellows renommés sont les mathématiciens Benoît Mandelbrot (pionnier des fractales) et les lauréats du prix Turing John Backus (Fortran), Kenneth Iverson (APL), Edgar Frank Codd (base de données relationnelle), John Cocke (compilateurs, architecture RISC) et Frances Allen (compilateurs optimisants). 
D'autres travaux pionniers réalisés par des Fellows IBM ont été les premiers disques durs (Reynold Johnson, 1956), DRAM (Robert Dennard 1966), ISA (AT-Bus, Mark Dean), le trackpoint (Ted Selker), et le langage SQL (Donald D. Chamberlin 1974).

## Liste de Fellows IBM
En ordre chronologique, jusqu'en 2018:

### 1963 - 1970
- Francis E. Hamilton (1963)[3]
- Ronald D. Dodge (1963)[3]
- C.R. Doty, Sr. (1963)[3]
- Clyde J. Fitch (1963)[3]
- Ralph Palmer (1963)
- John Backus (1963)
- Ralph E. Gomory (1964)
- Robert Henle (en) (1964)
- James A. Weidenhammer (1964)[3]
- Laurence A. Wilson (1964)[3]
- Gene Amdahl (1965)
- S.W. Dunwell (1966)[3]
- Reynold B. Johnson (1966)
- James M. Brownlow (1967)
- George F. Daly (1967)
- Wallace Eckert (en) (1967)
- Leo Esaki (1967)
- Richard L. Garwin (1967)
- Jean Ghertman (1967)
- Evon C. Greanias (1967)
- Edward J. Rabenda (1967)
- Nathaniel Rochester (1967)
- Walter Buslik (1968)[3]
- L.R. Harper (1968)[6]
- Peter Sorokin (1968)
- E. Alan Brown (1969)[3]
- H.G. Kolsky (1969)[6]
- Rolf Landauer (1969)
- Enrico Clementi (en) (1969)
- Herman Goldstine (1969)[7]
- Jacob Riseman (1969)*- see Directory
- D. DeWitt (1970)[6]
- Kenneth E. Iverson (1970)
- Victor R. Witt (1970)[3]

### 1970 - 1979
- J. B. Gunn (1971)
- Bill Beausoleil (1972)[8]
- John Cocke (1972)
- Shmuel Winograd (1972)
- Harlan Mills (en) (1973)[9]
- R.G. Brewer (1973)[6]
- Dean Eastman (1974)
- Jack Harker (en) (1974)
- Benoît Mandelbrot (1974)
- A.R. Heller (1975)[6]
- Henri Nussbaumer (1975)
- James H. Pomerene (en) (1976)
- Edgar F. Codd (1976)
- Heinz Zemanek (1976)
- Alec N. Broers (en) (1977)[10]
- Alan J. Hoffman (1978)
- Robert Dennard (en) (1979)
- Siegfried K. Wiedmann (en) (1979)

### 1980 - 1989
- David A. Thompson (1980)
- Richard E. Blahut (1980)
- George Radin (en) (1980)[11]
- Donald Seraphim (1981)[12]
- Edward H. Sussenguth (en) (1981)[12]
- Janusz S. Wilczynski (1981)[12]
- K. Alex Müller (1982)
- Richard Chu (1983)
- Alan Fowler (en) (1984)
- Werner Kulcke (1984)
- Denis Mee (1984)
- James P. Gray (1984)
- Allan L. Scherr (1984)
- Gottfried Ungerböck (1985)
- Hans Pfeiffer (en) (1985)
- Jerry Woodall (en) (1985)
- G. Glenn Henry (en) (1985)
- Gerd Binnig (1986)
- Dale L. Critchlow (1986)[13]
- James M. Kasson (1986)
- Heinrich Rohrer (1986)
- Arvind M. Patel (1986)[14]
- Lubomyr Romankiw (en) (1986)
- Georg Bednorz (1987)
- Edwin R. Lassettre (1987)
- Paul E. Totta (1987)
- Karl Hermann (1987)
- Nick Pippenger (1987)
- Bernard R. Aken, Jr. (1988)
- Michael Hatzakis (1988)
- Petteri Järvinen (1988)
- James L. Walsh (1988)
- Larry Loucks (1989)
- Alfred Cutaia (1989)
- Frances E. Allen (1989)
- Donald Haderle (en) (1989)
- Russell Lange (1989)

### 1990 - 2000
- Michael F. Cowlishaw (en) (1990)
- J. Kent Howard (1990)
- Ellis L. Johnson (1990)
- Howard L. Kalter (1990)
- Randolph G. Scarborough (1990)
- Marc Auslander (en) (1991)
- Richard Baum (en) (1991)
- Tak Ning (1991)
- Bernard Meyerson (1992)
- Don Eigler (1993)
- Peter Kogge (en) (1993)
- Anthony Temple (1993)
- James T Brady (1994)
- Diane Pozefsky (en) (1994)
- Patricia Selinger (en) (1994)
- Charles H. Bennett (1995)
- Mark E. Dean (1995)
- Michael D. Swanson (1995)
- Ching H. Tsang (1995)
- Brian E. Clark (1996)
- Bijan Davari (en) (1996)
- James Rymarczyk (1996)
- Ted Selker (en) (1996)
- Bruce Lindsay (1996)
- Yutaka Tsukada (1996)
- Steve Taplin (1997)
- Ramesh Agarwal (1997)
- Jean Calvignac (en) (1997)
- C. Mohan (en) (1997)
- Cesar A. Gonzales (1998)
- Steven R. Hetzler (1998)
- Tze-Chiang Chen (en) (1999)
- Irene Greif (1999)
- Alex Morrow (1999)
- Stuart Parkin (1999)
- Hamid Pirahesh (1999)
- Gururaj S. Rao (1999)
- Nicholas Shelness (1999)
- Carl J. Anderson (2000)
- Josephine M. Cheng (2000)
- H. Kumar Wickramasinghe (2000)

### 2000 - 2009
- Ravi K. Arimilli (en) (2001)
- Donald F. Ferguson (en) (2001)
- Jai M. Menon (en) (2001)
- Joan L. Mitchell (2001)
- Arimasa Naitoh (2001)
- Jeffrey M. Nick (2001)
- Ghavam Shahidi (en) (2001)
- Rakesh Agrawal (2002)
- Michael H. Hartung (2002)
- James A. Kahle (de) (2002)
- Maurice J. Perks (2002)
- Anthony A. Storey (2002)
- Grady Booch (2003)
- Donald D. Chamberlin (2003)
- George M. Galambos (en) (2003)
- Rodney A. Smith (2003)
- Charles F. Webb (2003)
- Phaedon Avouris (en) (2004)[15]
- Curt L. Cotner (2004)[15]
- David L. Harame (2004)[15]
- Audrey A. Helffrich (2004)[15]
- Kevin A. Stoodley (2004)[15]
- Evangelos S. Eleftheriou (en) (2005)
- Larry M. Ernst (2005)
- Ed Kahan (en) (2005)
- Bradley D. McCredie (2005)
- Yun Wang (2005)
- Thomas M. Bradicich (2006)
- John Maxwell Cohn (en) (2006)
- Gennaro A. Cuomo (2006)
- Daniel C. Edelstein (2006)
- Alan Gara (2006)
- Ray Harishankar (2006)
- Kerrie L. Holley (en) (2006)
- Carol A. Jones (2006)
- Brenda L. Dietrich (2007)
- David B. Lindquist (2007)
- Martin P. Nally (2007)
- Edward J. Seminaro (2007)
- Mark N. Wegman (en) (2007)
- Chris C. Winter (2007)
- Emmanuel Crabbé (2008)
- Robert H. High Jr. (2008)
- Hiroshi Ito (2008)
- Susan L. Miller-Sylvia (2008)
- David Nahamoo (2008)
- Pratap Pattnaik (2008)
- Thomas L. Seevers (2008)
- Moshe Yanai (en) (2008)
- Harry M. Yudenfriend (2008)
- Chieko Asakawa (2009)
- Nicholas M. Donofrio (en)
- Laura M. Haas (en) (2009)
- Michael A. Kaczmarski (2009)
- Hung Q. Le (2009)
- Roger R. Schmidt (2009)
- Martín-J Sepúlveda (2009)
- Satya P. Sharma (2009)
- Tim J. Vincent (2009)

### 2010 - 2019
- James C. Colson (2010)
- Jeffrey A. Frey (2010)
- Alfred Grill (2010)
- Subramanian Iyer (2010)
- Anant D. Jhingran (2010)
- Charles Johnson (2010)
- David Ferrucci (en) (2011)
- Renato Recio (2011)
- Bradford Brooks (2011)
- Steven W Hunter (2011)
- Nagui Halim (2011)
- Stefan Pappe (2011)
- Wolfgang Roesner (2011)
- Bob Blainey (2011)
- Luba Cherbakov (2012)[16]
- Paul Coteus (2012)[16]
- Ronald Fagin (2012)[16]
- Vincent Hsu (2012)[16]
- Jeff Jonas (2012)[16]
- Ruchir Puri (en) (2012)[16]
- Balaram Sinharoy (2012)[16]
- Neil Bartlett (2013)[17]
- Jon Casey (2013)[17]
- Monty Denneau (en) (2013)[17]
- Jason McGee (2013)[17]
- John Ponzo (2013)[17]
- Heike Riel (2013)[17]
- Dinesh Verma (2013)[17]
- Chandu Visweswariah (2013)[17]
- Sandy Bird (2014)[18]
- Rhonda Childress (2014)[18]
- Alessandro Curioni (2014)[18]
- Tamar Eilam (2014)[18]
- Mike Haydock (2014)[18]
- Namik Hrle (2014)[18]
- Dharmendra Modha (en) (2014)[18]
- Aleksandra (Saška) Mojsilović (2014)[18]
- Krishna Ratakonda (2014)[18]
- Shivakumar Vaithyanathan (2014)[18]
- Andy Walls (2014)[18]
- Donna Dillenberger (2015)[19]
- Chitra Dorai (2015)[19]
- Michael Factor (2015)[19]
- Steve Fields (2015)[19]
- Mickey Iqbal (2015)[19]
- Bala Rajaraman (2015)[19]
- Berni Schiefer (2015)[19]
- James Sexton (2015)[19]
- Jing Shyr (2015)[19]
- John Smith (2015)[19]
- Mac Devine (2016)[5]
- Blaine Dolph (2016)[5]
- Stacy Joines (2016)[5]
- Shankar Kalyana (2016)[5]
- Adam Kocoloski (2016)[5]
- Bill Kostenko (2016)[5]
- JR Rao (2016)[5]
- Salim Roukos (2016)[5]
- Ajay Royyuru (2016)[5]
- Gosia Steinder (2016)[5]
- Tanveer Syeda-Mahmood (2016)[5]
- Charlie Hill (2017)[20]
- Dakshi Agrawal (2017)[20]
- Ed Calusinski (2017)[20]
- Hillery Hunter (2017)[20]
- Hugo M. Krawczyk (2017)[20]
- Matt Huras (2017)[20]
- Matthias Steffen (2017)[20]
- Rachel Reinitz (2017)[20]
- Sam Lightstone (2017)[20]
- Sridhar Muppidi (2017)[20]
- Harry Kolar (2018)[21]
- Jay Gambetta (en) (2018)[21]
- Jianying Hu (en) (2018)[21]
- Kyle Brown (2018)[21]
- Mike Williamns (2018)[21]
- Paul Taylor (2018)[21]
- Teresa Hamid (2018)[21]
- Vijay Narayanan (2018)[21]
- Rama Akkiraju (2019)[22]
- Ann Corrao (2019)[22]
- Chris Ferris (2019)[22]
- Laxmi Parida (2019)[22]
- Rashik Parmar (2019)[22]
- Gustavo Stolovitzky (2019)[22]
- Elpida Tzortzatos (2019)[22]
- Ram Viswanathan (2019)[22]

### 2020 - 2029
- Mohamed Ahmed (2020)[23]
- Ajay Apte (2020)[23]
- Andreas Bieswanger (2020)[23]
- Catherine Crawford (2020)[23]
- Nduwuisi Emuchay (2020)[23]
- Marc Fiammante (2020)[23]
- Kailash Gopalakrishnan (2020)[23]
- Shalini Kapoor (2020)[23]
- Jim Olson (2020)[23]
- Emi Olsson (2020)[23]
- Francesca Rossi (2020)[23]
- Ranjan Sinha (2020)[23]
- Faried Abrahams (2021)[24]
- Roland Barcia (2021)[24]
- Sergey Bravyy (2021)[24]
- Oliver Dial (2021)[24]
- Andrew Hately (2021)[24]
- Nataraj Nagaratnam (2021)[24]
- Tetsuya Nikami (2021)[24]
- Maja Vukovic (2021)[24]